# Nieborów (gmina)
Nieborów – gmina wiejska w Polsce położona w województwie łódzkim, w powiecie łowickim. W latach 1975–1998 gmina administracyjnie należała do województwa skierniewickiego.
Siedziba gminy to Nieborów.
Według danych z 31 grudnia 2007 gminę zamieszkiwały 9542 osoby. Natomiast według danych z 31 grudnia 2017 roku gminę zamieszkiwało 9390 osób.
Na terenie gminy funkcjonuje prywatne, śmigłowcowe lądowisko Nieborów.

## Struktura powierzchni
Według danych z roku 2007 gmina Nieborów ma obszar 103,90 km², w tym:
- użytki rolne: 75%
- użytki leśne: 15%

Gmina stanowi 10,51% powierzchni powiatu łowickiego.

## Rezerwaty przyrody
Na terenie gminy znajdują się następujące rezerwaty przyrody:
- rezerwat przyrody Polana Siwica – śródleśne polany ze zbiorowiskami roślinności łąkowej i torfowej,
- częściowo rezerwat przyrody Rawka – chroni koryto rzeki Rawki z rozgałęzieniami od źródeł do ujścia.

## Demografia

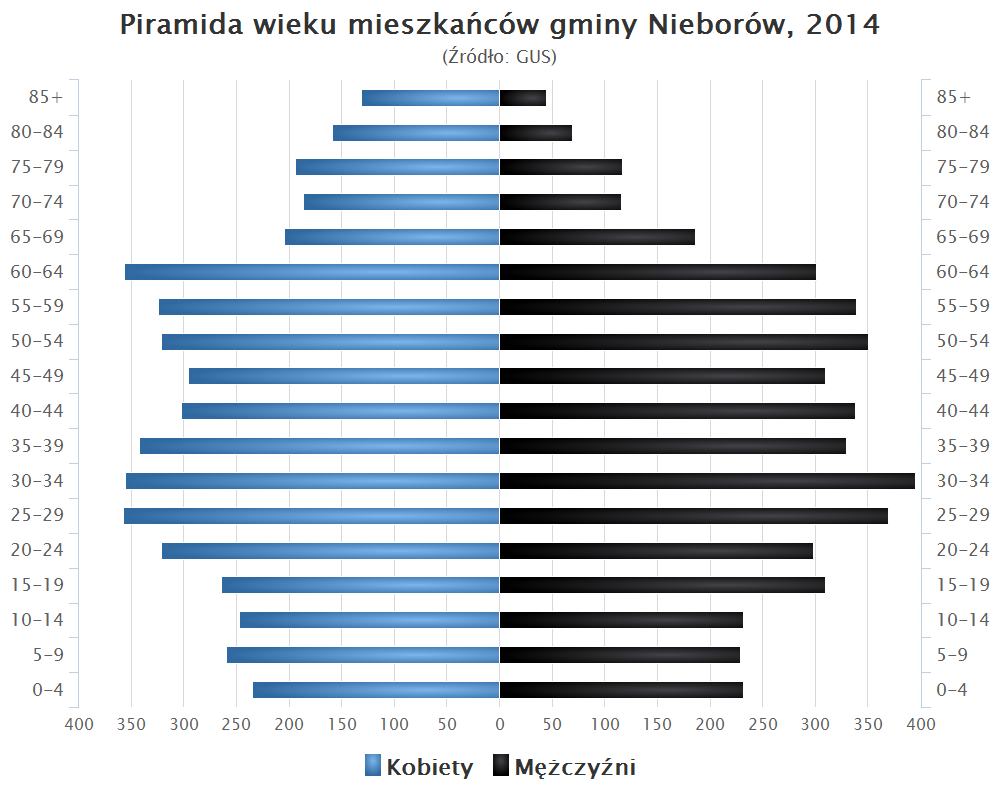
Piramida wieku mieszkańców gminy Nieborów w 2014 roku

Dane z 31 grudnia 2017 roku:
| Opis                              | Ogółem | Ogółem | Kobiety | Kobiety | Mężczyźni | Mężczyźni |
| --------------------------------- | ------ | ------ | ------- | ------- | --------- | --------- |
| jednostka                         | osób   | %      | osób    | %       | osób      | %         |
| populacja                         | 9390   | 100    | 4872    | 51,9    | 4528      | 48,1      |
| gęstość zaludnienia (mieszk./km²) | 90     | 90     | 46      | 46      | 44        | 44        |

## Sołectwa
Arkadia, Bełchów (wieś), Bełchów (osiedle), Bednary-Wieś, Bednary-Kolonia, Bobrowniki, Chyleniec, Dzierzgów, Dzierzgówek, Janowice, Julianów, Karolew, Kompina, Michałówek, Mysłaków, Nieborów, Patoki, Piaski, Sypień
Miejscowości bez statusu sołectwa: Janówek, Polesie, Siwica, Zygmuntów
Do 1992 do gminy Nieborów należał także Sierzchów, który włączono 15 lipca 1992 do gminy Bolimów.

## Ochotnicze Straże Pożarne w gminie
1. OSP Nieborów – S-3, Krajowy system ratowniczo-gaśniczy
2. OSP Bednary – S-4, Krajowy system ratowniczo-gaśniczy
3. OSP Dzierzgów – S-3, Krajowy system ratowniczo-gaśniczy
4. OSP Bełchów – S-1
5. OSP Bobrowniki – S-2
6. OSP Mysłaków – S-2
7. OSP Sypień – S-1
8. OSP Piaski – M
9. OSP Bednary Kolonia – S-2
10. OSP Patoki – S-1
11. OSP Kompina – S-1

## Sąsiednie gminy
- Bolimów,
- Kocierzew Południowy,
- Łowicz (miasto),
- Łowicz,
- Łyszkowice,
- Nowa Sucha,
- Skierniewice